# Culicoides ukrainensis
Culicoides ukrainensis är en tvåvingeart som beskrevs av Shevchenko 1970. Culicoides ukrainensis ingår i släktet Culicoides och familjen svidknott. Inga underarter finns listade i Catalogue of Life.